# 清水幸二のザ・ミュージック
清水幸二のザ・ミュージック（しみずこうじのザミュージック）は、2012年4月3日スタートした四国放送のラジオリクエスト番組。放送時間は番組開始当初は火曜日23：00〜23：40だったが、2015年10月から日曜日18：30〜19：00となっている。番組はハガキ、ファックス、メールでリスナーからリクエストを募集し、パーソナリティーの清水幸二がコメントを加えてオンエア。ジャンルや時代を超えてリクエストに応える。「特集コーナー」として3曲まとめてリクエストにこたえるコーナーや、自局のライブラリーにない音源について報告する「残念リクエスト」が特色となっている。